# Campodorus circumspectus
Campodorus circumspectus är en stekelart som först beskrevs av Holmgren 1876.  Campodorus circumspectus ingår i släktet Campodorus och familjen brokparasitsteklar. Inga underarter finns listade.